# SOMPOホールディングス
SOMPOホールディングス株式会社（ソンポホールディングス、英: Sompo Holdings, Inc.）は、損害保険ジャパンをはじめとする保険会社を中心とした企業グループの持株会社である。東京都新宿区西新宿に本社を置く。
日経平均株価およびTOPIX Large70、JPX日経インデックス400の構成銘柄の一つ。

## 概要

NKSJホールディングス時代のロゴマーク

2010年（平成22年）4月、初代損害保険ジャパンと日本興亜損害保険の経営統合により、共同持株会社としてNKSJホールディングス株式会社を設立。
2014年（平成26年）9月、子会社の初代損害保険ジャパンと日本興亜損害保険の合併により、損害保険ジャパン日本興亜が発足。これに併せて持株会社もまた、損保ジャパン日本興亜ホールディングス株式会社へ改称した。同年11月、持株会社を含むグループの略称として「SOMPOホールディングス」が制定。
2016年（平成28年）10月付で、SOMPOホールディングス株式会社を正式社名とした。
子会社の損害保険ジャパンが旧日産コンツェルンの源流企業であるため、旧日産系（日立・日産系）の企業から構成される春光グループの春光会会員企業である。それ故に、SOMPOホールディングスと損害保険ジャパン（2代）以外のグループ会社7社も春光会、春光懇話会の会員企業となっている。
グループスローガンは「安心・安全・健康のテーマパーク」（英文：A Theme Park for Security,Health & Wellbeing）。
東京海上ホールディングス、MS&ADインシュアランスグループホールディングスと並ぶ、いわゆる「三メガ損保」の一角。

## 沿革
- 2009年（平成21年）3月13日 - 初代損害保険ジャパンと日本興亜損保が、共同持株会社設立による経営統合に同意。

- 2010年（平成22年）4月1日 - 損害保険ジャパン（初代）と日本興亜損保の共同株式移転により、共同持株会社として、NKSJホールディングス株式会社設立。
- 2010年（平成22年）10月1日 - アセットマネジメント事業の再編を実施[7]。

1. 連結子会社の損保ジャパン・アセットマネジメントがゼスト・アセットマネジメントを吸収合併のうえ、損保ジャパン日本興亜アセットマネジメント（現：SOMPOアセットマネジメント）に商号変更。
2. 現物配当により、同社を直接子会社化。

- 2011年（平成23年）10月1日 - 生命保険事業の再編を実施[8][9]

1. 損保ジャパンひまわり生命保険が日本興亜生命保険を吸収合併のうえ、NKSJひまわり生命保険（現：SOMPOひまわり生命保険）に商号変更。
2. 現物配当により、同社を直接子会社化。

- 2012年（平成24年）4月2日 - プレステージ・インターナショナルと共同で、ロードアシスタンスサービスのプライムアシスタンスを設立[10]。

- 2014年（平成26年）9月1日 - 子会社の初代損保ジャパンと日本興亜損保が正式に合併、損害保険ジャパン日本興亜を設立[11]。これに併せて、損保ジャパン日本興亜ホールディングス株式会社に改称。また、グループ名を「NKSJグループ」から「損保ジャパン日本興亜グループ」に改め、赤の正円とプラチナの環を組み合わせたシンボルマークをグループシンボルマークとして制定[注釈 3]。
- 2014年（平成26年）11月19日 - 持株会社とグループの略称として、「SOMPOホールディングス」を制定[12]。
- 2015年（平成27年）4月 - リフォーム専業のフレッシュハウスの株式66%を取得[13]。
- 2015年（平成27年）12月1日 - 大手居酒屋チェーンのワタミから、SOMPOケアネクスト（旧ワタミの介護）の全株式を取得[14][15]。
- 2015年（平成27年）12月25日 - 延長保証事業のプロダクト・ワランティ・ジャパン（現：SOMPOワランティ）を買収[16][17]。
- 2016年（平成28年）3月7日 - 介護事業のメッセージ（現：SOMPOケア）をTOBにより買収[18]。
- 2016年（平成28年）4月1日 - 連結子会社の損保ジャパン日本興亜リスクマネジメントが、全国訪問健康指導協会および損保ジャパン日本興亜ヘルスケアサービスを吸収合併、損保ジャパン日本興亜リスケアマネジメントに商号変更、当社の完全子会社に移行[19]。
- 2016年（平成28年）10月1日 - SOMPOホールディングス株式会社に商号変更[20]。
- 2018年（平成30年）4月2日 - 障がい者雇用の促進を目的に、SOMPOチャレンジドを設立[21]（同年7月30日付で特例子会社の認定を受ける[22]）。
- 2018年（平成30年）7月1日 - 子会社のSOMPOケアがSOMPOケアネクスト、ジャパンケアサービス、プランニングケアの3社を吸収合併[23]。
- 2019年（平成31年）3月 - ディー・エヌ・エーと共同で、個人間カーシェアリングのDeNA SOMPO Mobilityと、マイカーリースのDeNA SOMPO CARLIFEの2社を設立[注釈 4][24]。
- 2019年（令和元年）7月1日 - 子会社のSOMPOヘルスサポートが、ウェルネス・コミュニケーションズ（伊藤忠商事系）と包括的業務提携[25]。
- 2019年（令和元年）10月1日 - グループブランドスローガンを「安心・安全・健康のテーマパーク（英文表記:A Theme Park for Security, Health & Wellbeing）」へ改定[26]。
- 2019年（令和元年）10月1日 - 駐車場シェアリング[注釈 5]のakippaの株式33.4%を取得[27]。
- 2019年（令和元年）11月18日 - Palantir Technologies社（米国）[注釈 6]と共同で、日本でのビッグデータ解析ソフトウェアの販売などのPalantir Technologies Japanを設立（同年12月1日に事業を開始）[28][29]。
- 2020年（令和2年）2月1日 - 桑田佳祐との間で、相互の活動におけるパートナーシップ契約を締結[30]。
- 2020年（令和2年）4月1日 - 子会社の損害保険ジャパン日本興亜が、2代目損害保険ジャパンに商号変更。
- 2020年（令和2年）8月28日 - ティアフォー（自動運転システム開発事業など）の第三者割当増資を引受け[31]。
- 2020年（令和2年）9月4日 - SOMPOオークス（旧クルーテックラボ）を買収[32]。

## 主な傘下企業
本節では当社の直接子会社について述べる。
- 損害保険ジャパン株式会社：国内損害保険事業

2014年（平成26年）9月1日、損害保険ジャパンと日本興亜損害保険の合併により、損害保険ジャパン日本興亜発足。2020年（令和2年）4月1日付で前身会社の一つだった損害保険ジャパンに商号変更。
- SOMPOひまわり生命保険株式会社：国内生命保険事業

2011年10月1日、損保ジャパンひまわり生命保険が日本興亜生命保険と対等合併、NKSJひまわり生命保険発足。2014年9月1日に損保ジャパン日本興亜ひまわり生命保険へ商号変更。2019年10月1日付で現商号へ再度変更。
- SOMPOリスクマネジメント株式会社：リスクコンサルタント事業

2016年4月1日、損害保険ジャパン日本興亜の子会社だった損保ジャパン日本興亜リスクマネジメントが、何れもSOMPOホールディングス子会社で健康・介護関連の相談事業を行っていた全国訪問健康指導協会と、メンタルヘルスケアサービス事業を行っていた損保ジャパン日本興亜ヘルスケアサービスを吸収合併、SOMPOリスケアマネジメントに商号変更。2018年10月1日付で新設分割により、同社のヘルスケア事業をSOMPOヘルスサポートに承継後、現商号に変更した。
- SOMPOケア株式会社：介護事業

同事業は2015年12月1日にワタミからの株式取得により、SOMPOケアネクスト（旧ワタミの介護）を子会社化したことから始まる。2016年3月7日にはTOBにより、メッセージを子会社化（同年7月1日付でSOMPOケアメッセージ株式会社へ商号変更）。
2017年4月からはSOMPOケアメッセージとSOMPOケアネクストの一体運営を経て、2018年4月1日付でSOMPOケアメッセージが現商号に変更後、同年7月1日付でSOMPOケアネクスト、ジャパンケアサービス、プランニングケアの3社を吸収合併、介護事業を同社に集約した。2020年12月には東京建物からの株式取得により、SOMPOケアシニアライフサポート（旧東京建物シニアライフサポート）を子会社化（翌年3月1日付でSOMPOケアへ合併）。
- SOMPOアセットマネジメント株式会社：投資顧問業務及び投資信託委託業務

損害保険ジャパン（初代）の子会社であった損保ジャパン・アセットマネジメントと、日本興亜損保の子会社であったゼスト・アセットマネジメントの合併により、損保ジャパン日本興亜アセットマネジメント発足。2020年4月1日付で現商号に変更した。
- 株式会社プライムアシスタンス：アシスタンス事業

SOMPOホールディングスとプレステージ・インターナショナルの共同出資
- 株式会社フレッシュハウス：住宅リフォーム事業
- SOMPOワランティ株式会社：延長保証業務

2015年12月25日、株式取得により子会社化。2016年12月25日付でプロダクト・ワランティ・ジャパンから商号変更。
- SOMPOヘルスサポート株式会社：ヘルスケア事業

2018年10月1日、SOMPOリスケアマネジメント（現：SOMPOリスクマネジメント）の新設分割により設立。
- ウェルネス・コミュニケーションズ株式会社：ヘルスケア事業

SOMPOホールディングスと伊藤忠商事の共同出資（元々は伊藤忠商事の100%子会社であった。2019年7月1日、SOMPOホールディングスのグループ会社化）
- SOMPOコーポレートサービス株式会社：不動産管理・シェアードサービス事業

2014年9月1日、損保ジャパン・ビルマネジメントと日本興亜オフィスサービスの合併により、損保ジャパン日本興亜ビルマネジメント発足。2016年10月1日、SOMPOビルマネジメントへ商号変更。2018年7月、SOMPOキャリアスタッフを合併。2020年4月1日付で現商号に変更。

## SOMPOインターナショナルホールディングス
SOMPOホールディングスは2017年3月、「ロンドン保険市場王」の名を持つジョン・チャーマンのバミューダのEndurance Specialty Holdingsを買収し、SOMPOインターナショナルホールディングス（SIH）をニューヨークで設立した。管轄はNAIC（全米保険監督官協会）である。
2018年にはSIHが、ルクセンブルクで欧州のSIインシュランス（SIIE）を設立。同国金融規制当局Commissariat aux Assurancesandの管轄となる。
2020年8月、SIHはロイズのシンジケートから撤退し、新たな再保険会社をグループ会社のエンデュランス・ワールドワイド・インシュランスとした。エンデュランス・ワールドワイド・インシュランスは英国のPRA（健全性規制機構）とFCA（金融行為規制機構）の管轄である。
2022年現在、SOMPOインターナショナルホールディングスのCEOはジュリアン・ジェームズ、トーマス・ブラジル、ブレンダン・プレシス等が務めている。

## 社会貢献活動
2022年、SOMPO美術館で英国王立キュー・ガーデンと提携したエキジビジョンを開催するとともに、ロシアのウクライナ侵攻に関連して損害保険ジャパンや公益財団法人SOMPO美術財団と連名で国連機関や日本赤十字などに人道支援目的の寄付。